# 珠城りょう
珠城 りょう（たまき りょう、1988年10月4日 - ）は、日本の女優。元宝塚歌劇団月組トップスター。
愛知県蒲郡市、光ヶ丘女子高等学校出身。身長172cm。血液型B型。愛称は「りょう」、「たまき」。
所属事務所はケイパーク。

## 来歴
2006年、宝塚音楽学校入学。
2008年、音楽学校卒業後、宝塚歌劇団に94期生として入団。入団時の成績は18番。月組公演「ME AND MY GIRL」で初舞台。その後、月組に配属。
恵まれた体格とダイナミックなダンスで早くから注目を集め、2010年、霧矢大夢・蒼乃夕妃トップコンビ大劇場お披露目となる「THE SCARLET PIMPERNEL」で、新人公演初主演。その後も5度に渡って新人公演主演を務める。
2013年の「月雲の皇子」でバウホール公演初主演。好評を博し、同年12月にも再演される。
2015年の「Bandito」（バウホール・日本青年館公演）で、東上公演初主演。同年の「舞音／GOLDEN JAZZ」より、5期上の凪七瑠海・美弥るりかを飛び越えて、トップスター・龍真咲に次ぐ月組2番手に昇格。
2016年の「激情／Apasionado!!III」で全国ツアー公演初主演。同年9月5日付で月組トップスターに就任。入団9年目でのトップ就任は、男役としては、入団7年目にトップ就任した元月組トップ・天海祐希に次ぐ速さとなり、近年では極めて異例のスピード出世となった。相手役には前任より引き続き愛希れいかを迎え、翌年の「グランドホテル／カルーセル輪舞曲」で、トップコンビ大劇場お披露目。
2018年の「エリザベート」で10代目トートを演じる。同公演をもって愛希が退団し、後任に美園さくらを迎え、翌年の「夢現無双／クルンテープ」で、新トップコンビ大劇場お披露目。
2021年8月15日、「桜嵐記／Dream Chaser」東京公演千秋楽をもって、宝塚歌劇団を美園と同時退団。新型コロナウイルス感染拡大による公演スケジュールの変更のため、当初の予定より半年遅れての退団となった。
退団後はケイパーク所属となり、芸能活動を再開。

## 人物
3歳から水泳を習い、小学生からはバスケットボール、中学ではハンドボールの主将を務めるなど、根っからのスポーツ少女だった。
宝塚との出会いは、新聞で見つけた「宝塚観劇バスツアー」の広告。興味を惹かれてバスツアーに参加。初めて宝塚の舞台を見たその時に、「私もあのステージに立ちたい」と魅了されてしまった。
音楽学校の受験は、これで最後にしようと決めて挑んだ3度目でようやく合格を果たした。

## 宝塚歌劇団時代の主な舞台

### 初舞台
- 2008年3 - 5月、月組『ME AND MY GIRL』（宝塚大劇場）

### 月組時代
- 2008年5 - 7月、『ME AND MY GIRL』（東京宝塚劇場）
- 2008年11 - 2009年2月、『夢の浮橋』『Apasionado!!』
- 2009年3月、『二人の貴公子』（バウホール） - スターヴリング
- 2009年5 - 8月、『エリザベート』 - 新人公演：ジュラ（本役：光月るう）
- 2009年10 - 12月、『ラスト プレイ』 - 新人公演：ムーア（本役：霧矢大夢）『Heat on Beat!（ヒート オン ビート）』[4]
- 2010年2月、『HAMLET!!』（バウホール・日本青年館） - レアティーズ
- 2010年4 - 7月、『THE SCARLET PIMPERNEL（スカーレット ピンパーネル）』 - ハル、新人公演：パーシー・ブレイクニー（本役：霧矢大夢） 新人公演初主演[10][11][4]
- 2010年9 - 11月、『ジプシー男爵-Der Zigeuner Baron-』 - ヒスニ、新人公演：ジュパン（本役：汝鳥伶）『Rhapsodic Moon（ラプソディック・ムーン）』
- 2010年12 - 2011年1月、『STUDIO 54（スタジオ フィフティフォー）』（ドラマシティ・日本青年館） - ダグラス・マーチン
- 2011年3 - 5月、『バラの国の王子』 - ハチドリ、新人公演：家臣（虎）（本役：明日海りお）『ONE』
- 2011年7 - 10月、『アルジェの男』 - アルマン、新人公演：アンリ・クローデル（本役：明日海りお）『Dance Romanesque（ダンス ロマネスク）』
- 2011年11 - 12月、『アリスの恋人』（バウホール・日本青年館） - マーチ・ラビット
- 2012年2 - 4月、『エドワード8世』 - スチュワート・メンジース、新人公演：デイヴィッド（本役：霧矢大夢）『Misty Station』 新人公演主演[21]
- 2012年6 - 9月、『ロミオとジュリエット』 - 死、新人公演：ロミオ（本役：龍真咲／明日海りお） 新人公演主演[21]
- 2012年10 - 11月、『春の雪』（バウホール・日本青年館） - 本多繁邦
- 2013年1 - 3月、『ベルサイユのばら-オスカルとアンドレ編-』 - ジェローデル／アルマン[注釈 1]、新人公演：アラン・ド・ソワソン（本役：星条海斗）
- 2013年5月、『月雲（つきぐも）の皇子（みこ）』（バウホール） - 木梨軽皇子 バウ初主演[13][11]
- 2013年7 - 10月、『ルパン-ARSÈNE LUPIN-』 - ジョゼファン、新人公演：アルセーヌ・ラウール・ルパン／アルベール・ド・サヴリー（本役：龍真咲）『Fantastic Energy!』 新人公演主演[22]
- 2013年11 - 12月、『JIN-仁-』 - 千吉『Fantastic Energy!』（全国ツアー）
- 2013年12月、『月雲（つきぐも）の皇子（みこ）』（天王洲 銀河劇場） - 木梨軽皇子[13][4]
- 2014年1月、『New Wave!-月-』（バウホール） メインキャスト[23]
- 2014年3 - 6月、『宝塚をどり』『明日への指針 -センチュリー号の航海日誌-』 - カール六等航海士／マドロス、新人公演：サイモン（本役：沙央くらま）『TAKARAZUKA 花詩集100!!』 - 花の紳士A／黒の王子／月下美人A／詩人、新人公演：花詩集の紳士／花の紳士S／トップスター男／踊る紳士S／銀の花の男（本役：龍真咲） 新人公演主演
- 2014年7 - 8月、『宝塚をどり』『明日への指針-センチュリー号の航海日誌-』 - ナイジェル『TAKARAZUKA 花詩集100!!』（博多座）
- 2014年9 - 12月、『PUCK（パック）』 - ボビー、新人公演：サー・エドワード・グレイヴィル（本役：飛鳥裕）『CRYSTAL TAKARAZUKA-イメージの結晶-』
- 2015年1 - 2月、『Bandito（バンディート）-義賊 サルヴァトーレ・ジュリアーノ-』（バウホール・日本青年館） - サルヴァトーレ・ジュリアーノ 東上初主演[14]
- 2015年4 - 7月、『1789-バスティーユの恋人たち-』 - マクシミリアン・ロベスピエール
- 2015年9月、『DRAGON NIGHT!!』（ドラマシティ・文京シビックホール）
- 2015年11 - 2016年2月、『舞音-MANON-』 - ファン・チ・クオン『GOLDEN JAZZ』[15]
- 2016年3 - 4月、『激情』 - ドン・ホセ『Apasionado（アパショナード）!!III』（全国ツアー） 全国ツアー初主演[11][16]
- 2016年6 - 9月、『NOBUNAGA〈信長〉-下天の夢-』 - ロルテス『Forever LOVE!!』

### 月組トップスター時代
- 2016年10 - 11月、『アーサー王伝説』（文京シビックホール・ドラマシティ） - アーサー トップお披露目公演[16]
- 2017年1 - 3月、『グランドホテル』 - フェリックス・フォン・ガイゲルン男爵『カルーセル輪舞曲（ロンド）』 大劇場トップお披露目公演[16][7]
- 2017年5月、『長崎しぐれ坂』 - 卯之助／鳶頭『カルーセル輪舞曲（ロンド）』（博多座）
- 2017年7 - 10月、『All for One』 - ダルタニアン
- 2017年11 - 12月、『鳳凰伝』 - カラフ『CRYSTAL TAKARAZUKA-イメージの結晶-』（全国ツアー）
- 2018年2 - 5月、『カンパニー-努力（レッスン）、情熱（パッション）、そして仲間たち（カンパニー）-』 - 青柳誠二『BADDY（バッディ）-悪党（ヤツ）は月からやって来る-』 - バッディ[4]
- 2018年6 - 7月、『雨に唄えば』（TBS赤坂ACTシアター） - ドン・ロックウッド
- 2018年8 - 11月、『エリザベート-愛と死の輪舞（ロンド）-』 - トート[7][8]
- 2019年1月、『ON THE TOWN（オン・ザ・タウン）』（東京国際フォーラム） - ゲイビー[7]
- 2019年3 - 6月、『夢現無双』 - 新免武蔵『クルンテープ 天使の都』[18]
- 2019年7 - 8月、『ON THE TOWN（オン・ザ・タウン）』（梅田芸術劇場） - ゲイビー[7]
- 2019年10 - 12月、『I AM FROM AUSTRIA-故郷（ふるさと）は甘き調（しら）べ-』 - ジョージ・エードラー[7][8]
- 2020年2月、『赤と黒』（御園座） - ジュリアン・ソレル
- 2020年9 - 2021年1月、『WELCOME TO TAKARAZUKA-雪と月と花と-』『ピガール狂騒曲』 - ジャック・ヴァレット（ジャンヌ）／ヴィクトール・バーレンベルク[24][4]
- 2021年1月、『Eternità』（バウホール）[24]
- 2021年3月、『幽霊刑事（デカ）〜サヨナラする、その前に〜』（バウホール） - 神崎達也[24]
- 2021年5 - 8月、『桜嵐記（おうらんき）』 - 楠木正行『Dream Chaser』 退団公演[19][20]

### 出演イベント
- 2011年12月、タカラヅカスペシャル2011『明日に架ける夢』
- 2012年3月、蒼乃夕妃ミュージック・サロン『VERY BEST OF ME』
- 2012年12月、タカラヅカスペシャル2012『ザ・スターズ!〜プレ・プレ・センテニアル』
- 2014年12月、タカラヅカスペシャル2014『Thank you for 100 years』
- 2015年12月、タカラヅカスペシャル2015『New Century，Next Dream』
- 2016年12月、タカラヅカスペシャル2016『Music Succession to Next』
- 2017年10月、第54回『宝塚舞踊会』[25]
- 2017年12月、タカラヅカスペシャル2017『ジュテーム・レビュー-モン・パリ誕生90周年-』
- 2018年12月、タカラヅカスペシャル2018『Say! Hey! Show Up!!』[26]
- 2019年10月、第55回『宝塚舞踊会〜祝舞御代煌（いわいまうみよのきらめき）〜』[27]

## 宝塚歌劇団退団後の主な活動

### 舞台
- 2021年11月、『Greatest Moment』（梅田芸術劇場・東京国際フォーラム）[28]
- 2022年8 - 9月、『8人の女たち』（サンシャイン劇場・ドラマシティ）[29]
- 2023年1月、『マヌエラ』（東京建物 Brillia HALL） - 永末妙子[30]
- 2023年9 - 10月、『天翔ける風に』（プレイハウス・阪急中ホール・主ホール） - 三条英[31]
- 2023年12月、『初恋』（ところざわサクラタウン） - 敷島早苗[32]
- 2024年3 - 4月、『20世紀号に乗って』（東急シアターオーブ・オリックス劇場） - リリー・ガーランド[33]
- 2024年7月、『Jewels Story〜プッチーニの奏でた世界〜』（さくらホール） - エルヴィーラ[34]
- 2025年5月、『あなたに会えてよかった』（三越劇場・COOL JAPAN PARK OSAKA TTホール）[35]
- 2025年12 - 2026年1月、『忠臣蔵』（明治座・御園座・富山県民会館・梅田芸術劇場） - 阿久里おかる[36]

### ドラマ
- 2022年4 - 6月、『マイファミリー』（TBS） - 東堂亜希[37]
- 2023年8 - 9月、『VIVANT』（TBS）第6・7・9・最終話 - 廣瀬瑞稀[38]
- 2024年5 - 6月、『アンチヒーロー』（TBS）第6・7・最終話 - 沢原麻希[39][40]
- 2025年1月 - 、『べらぼう〜蔦重栄華乃夢噺〜』（NHK総合 大河ドラマ） - とよしま[41]
- 2025年4月、『人事の人見』（フジテレビ）第2・最終話 - 植木奈緒子[42]

### 映画
- 2023年3月、『わたしの幸せな結婚』（東宝） - 桂子[43]

### コンサート
- 2022年4 - 5月、『CUORE』（ドラマシティ・東京国際フォーラム）[44][5]
- 2025年7月、『モーリー・イェストン生誕80周年記念コンサート Life's A Joy! Life Goes On!! with 20years of Gratitude from Umeda Arts Theater』（東京国際フォーラム・梅田芸術劇場）[45]

## CM出演
- 2014 - 2021年、ダイキン工業『うるさら7』[11]

## 受賞歴
- 2014年、『宝塚歌劇団年度賞』 - 2013年度新人賞[46]
- 2015年、『宝塚歌劇団年度賞』 - 2014年度努力賞[47]
- 2017年、『阪急すみれ会パンジー賞』 - 男役賞[48]
- 2020年、『宝塚歌劇団年度賞』 - 2019年度優秀賞[49]
- 2022年、『蒲郡市特別表彰』[50]